# Sòcrates (pintor)
Sòcrates (en llatí Socrates, en grec antic Σωκράτης) fou un pintor grec.
Per la manera com en parla Plini (Naturalis Historia XXXV, 11), sembla que hauria estat deixeble de Pàusies i, per tant, hauria florit a la segona meitat del segle iv (vers 340 aC a 300 aC). Les seves pintures van ser molt populars i com a exemple Plini menciona un "Esculapi i les seves filles", Hygia, Aegle, Panacea i Iaso.